# Aleksy Falconieri
Aleksy Falconieri, wł. Alessio Falconieri (ur. po 1200 we Florencji, zm. 17 lutego 1310 w klasztorze na Monte Senario) – założyciel serwitów (OSM), święty Kościoła katolickiego.
Aleksy był synem bogatego kupca i członka Gwelfów Bernarda Falconieri, oraz wujem św. Juliany. Były to czasy rozdarcia kraju i bratobójczych walk. Po dwukrotnym objawieniu się Matki Bożej we Florencji, które miały mieć miejsce w 1215 i 1233 roku, Aleksy wraz z sześcioma rówieśnikami, również florenckimi kupcami, porzucili dotychczasowe zajęcia i zaczęli wieść życie w ubóstwie i pokucie. Założyli bractwo religijne, które podejmowało zadośćuczynienie za życie i grzechy współbraci. Z czasem jego członkowie przenieśli się na wzgórze Monte Senario, gdzie rozważali Mękę Pańską i oddawali cześć Matce Bożej Bolesnej. Za jej to natchnieniem w roku 1233 powołali nowy zakon sług Najświętszej Maryi Panny zatwierdzony przez Stolicę Apostolską w 1304 roku (tzw. serwici). Do grona współzałożycieli zakonu poza Aleksym Falconierim należeli Bartłomiej Amidei, Benedykt Antella, Buonfiglio Monaldi, Gerardino Sostegni, Hugo Lippi-Uguccioni oraz Jan Buonagiunta Monetti. Jako wędrowni kaznodzieje serwici przemierzali Italię, Francję, Niemcy i Węgry, również Polskę.
Aleksy Falconieri zmarł dożywszy ponad 100 lat.
Wspomnienie liturgiczne Siedmiu Świętych Założycieli Zakonu Serwitów Najświętszej Maryi Panny obchodzono najpierw 11 lutego w dzień pamięci Najświętszej Maryi Panny z Lourdes, w późniejszym okresie 12 lutego, obecnie 17 lutego.
W ikonografii przedstawiany jest w habicie serwity. Jego atrybutem jest wieniec z róż, znak miłości i oddania się Matce Bożej kultywowanych przez serwitów oraz oddania się Bogu.